# Lorenz Bruno Puntel
Lorenz (Lorencino) Bruno Puntel (Sobradinho, 22 de setembro de 1935 – Augsburgo, 16 de julho de 2024) foi um filósofo brasileiro radicado na Alemanha, que estabeleceu a Teoria sistemático-estrutural. Professor emérito da Universidade de Munique, Puntel tem sido apontado como um dos grandes filósofos contemporâneos, capaz de articular suas ideias a partir das mais variadas tradições e escolas de pensamento.
Aluno de Karl Rahner, estudou com Martin Heidegger e estabeleceu diálogo crítico com Emmanuel Levinas, Karl-Otto Apel, Jürgen Habermas e Jean-Luc Marion.

## Carreira
Puntel estudou filosofia, teologia, filologia e psicologia em Munique, Innsbruck, Viena, Paris e Roma. Formou-se em filosofia em 1968 em Munique e doutorou-se em 1969 em Innsbruck em teologia católica. Em 1971 ele completou sua habilitação em Munique e em 1978 tornou-se professor no Instituto de Filosofia da Universidade de Munique. Ele foi Aluno de Karl Rahner e estudou com Martin Heidegger, cuja filosofia o preocupou durante toda a sua vida. Desde 1983, ele lecionou como professor visitante em Pittsburgh, Harvard e Princeton. Em 2001 ele se aposentou em Munique. Em 2016 ele recebeu um doutorado honorário da Universidade de Filosofia de Munique.

### Prêmios
- Doutorado Honorário da Universidade de Munique (Professor Emérito)
- Findlay Book Prize, prêmio de melhor livro dos últimos 10 anos